# Simon Badjie
Simon Badjie (ur. 6 września 1978 w Mediolanie) – gambijski piłkarz pochodzenia włoskiego występujący na pozycji obrońcy. Zawodnik bez klubu.

## Kariera klubowa
Badjie jest synem Włoszki i Gambijczyka. Karierę rozpoczynał w 1995 roku w czwartoligowym klubie AS Solbiatese. Po 2 latach przeszedł do trzecioligowego Calcio Como. Przez 2 lata rozegrał tam 2 spotkania. W 1999 roku odszedł do czwartoligowego AC Pro Sesto. Jego barwy reprezentował przez 5 lat.
W 2004 roku Badjie przeniósł się do innego czwartoligowego zespołu, AC Monza. W 2005 roku awansował z nim do Serie C1, gdzie spędził kolejne 3 lata. Następnie grał w Pro Patria, także występującym w Serie C1. W 2009 roku wrócił do Monzy. W 2011 roku odszedł z tego klubu.

## Kariera reprezentacyjna
W reprezentacji Gambii Badjie zadebiutował w 2003 roku.